# 코리 클루버
코리 스콧 클루버(Corey Scott Kluber, 1986년 4월 10일 ~ )는 미국의 전직 야구 선수이다.

## 생애

### 메이저 리그 이전
2007년에 있었던 MLB드래프트에서 샌디에이고 파드레스에 4라운드로 지명되어 입단한다.

### 클리블랜드 인디언스
샌디에이고 파드레스 시절이던 2010년 7월 31일에 샌디에이고 파드레스, 세인트루이스 카디널스, 클리블랜드 인디언스간의 삼각 트레이드로 클리블랜드 인디언스로 이적하게 된다.
2011년 9월 1일에 있었던 오클랜드 애슬레틱스전에서 메이저 리그 데뷔를 했다.
2012년에는 트리플A에서 21경기에 선발로 등판해 11승 7패, 3.59의 방어율이라는 좋은 성적을 기록하지만, 메이저 리그에서는 12경기에 선발로 등판하여 2승 5패, 방어율 5.14를 기록한다.
2013년에는 시즌 도중부터 선발 로테이션에 합류한다. 규정이닝을 채우지 못했지만 26경기에 등판하여 11승 5패, 방어율 3.85라는 좋은 성적을 기록한다.
2014년에는 작년보다 좋아진 모습을 보였고 특히 후반기에 매우좋은 피칭을 선보여서 펠릭스 에르난데스와 사이 영 상 경쟁을 하였고 최종적으로 사이 영 상 경쟁에 승리하면서 개인 첫 사이 영 상을 받게 된다. 최종성적은 18승 9패 ERA2.44 269K으로 사이 영 상 수상자 다운 뛰어난 성적이였다.
2015년에는 시즌 시작전에 5년 38.5M의 연장 계약을 했다. 5월 13일에는 8이닝 18K를 달성했다. 최종성적은 9승 16패 3.49방어율에 245K로 본인은 잘던졌지만 매우 불운해서 무려 16패를 당했다.
2016년에도 클리블랜드에 1선발로서 훌륭한 피칭을 선보였고 최종 18승 9패 방어율 3.14 227삼진으로 좋은 성적을 보였다. 그리고 포스트시즌에선 클리블랜드 선발투수 2명이 부상당하면서 짧은 등판간격에도 포스트시즌에서 매우 좋은 모습을 보여주었지만 결국 월드시리즈 7차전에서 아쉽게 부진한 모습을 보였다.
2017년엔 초반에 부진한 피칭을 보였고 부상으로 인해 5월부터 6월까지 한달동안 쉬게 되었다. 그리고 복귀한 후에는 괴물같은 피칭을 선보여 유력한 사이 영 상 수상 후보였던 크리스 세일을 밀어내면서 개인 커리어 두번째 사이 영 상을 수상하게 되었다. 최종성적은 18승 4패 방어율 2.25 265K로 아주 좋은 모습을 보였다. 하지만 포스트시즌에선 부진한 모습을 보이면서 아쉽게 포스트시즌을 마쳤다.
2018년에도 좋은 피칭을 이어나갔다. 하지만 후반기엔 부진하면서 사이 영 상 경쟁에서 떨어졌고 사이 영 상 3위로 후반기엔 아쉬웠지만 그래도 좋은 피칭을 보여주었다. 최종성적 20승 7패 215이닝 방어율 2.89 222K성적을 기록했다. 그리고 포스트시즌에선 또다시 부진하면서 또다시 좋지 않은 모습으로 포스트시즌을 끝냈다.
2019년에는 시즌 초반 부진한 모습을 보이다가 5월 1일에 타구에 맞으면서 결국 불운하게 시즌아웃 되었다.

### 텍사스 레인저스
그리고 시즌 후 트레이드 설이 돌기 시작했고 결국 12월 6일에 클리블랜드 인디언스가 텍사스 레인저스와의 트레이드를 통해 딜라이노 디실즈 주니어와 엠마누엘 클라세를 받는 조건으로 그를 트레이드하였다.

## 수상 경력
- 사이 영 상 2회 : 2014년, 2017년
- 다승 1위 2회 : 2014년, 2017년
- 월간MVP 1회 : 2014년 9월
- 메이저 리그 올스타전 선출 3회 : 2016년, 2017년, 2018년

## 연도별 투구 성적
| 연 도     | 소 속     | 등 판 | 선 발 | 완 투 | 완 봉 | 무 4 구 | 승 리 | 패 전 | 세 이 브 | 홀 드 | 승 률 | 타 자 | 이 닝 | 피 안 타 | 피 홈 런 | 볼 넷 | 고 4 | 몸 맞 | 탈 삼 진 | 폭 투 | 보 크 | 실 점 | 자 책 점 | 평 자 책 | W H I P |
| --------- | --------- | ----- | ----- | ----- | ----- | ------- | ----- | ----- | -------- | ----- | ----- | ----- | ----- | -------- | -------- | ----- | ---- | ----- | -------- | ----- | ----- | ----- | -------- | -------- | ------- |
| 2011년    | CLE       | 3     | 2     | 0     | 0     | 0       | 0     | 0     | 0        | 0     | --    | 25    | 4.1   | 6        | 0        | 3     | 0    | 2     | 5        | 1     | 0     | 4     | 4        | 8.31     | 2.08    |
| 2012년    | CLE       | 12    | 12    | 0     | 0     | 0       | 2     | 5     | 0        | 0     | .286  | 281   | 63.0  | 76       | 9        | 18    | 0    | 4     | 54       | 2     | 0     | 44    | 36       | 5.14     | 1.49    |
| 2013년    | CLE       | 26    | 24    | 1     | 0     | 0       | 11    | 5     | 0        | 0     | .688  | 608   | 147.1 | 153      | 15       | 33    | 0    | 5     | 136      | 1     | 0     | 67    | 63       | 3.85     | 1.26    |
| 2014년    | CLE       | 34    | 34    | 3     | 1     | 3       | 18    | 9     | 0        | 0     | .667  | 951   | 235.2 | 207      | 14       | 51    | 3    | 6     | 269      | 3     | 0     | 72    | 64       | 2.44     | 1.10    |
| 2015년    | CLE       | 32    | 32    | 4     | 0     | 0       | 9     | 16    | 0        | 0     | .360  | 886   | 222.0 | 189      | 22       | 45    | 3    | 11    | 245      | 6     | 1     | 92    | 86       | 3.49     | 1.05    |
| 2016년    | CLE       | 32    | 32    | 3     | 2     | 0       | 18    | 9     | 0        | 0     | .667  | 860   | 215.0 | 170      | 22       | 57    | 1    | 7     | 227      | 5     | 1     | 82    | 75       | 3.14     | 1.06    |
| 통산：6년 | 통산：6년 | 139   | 134   | 10    | 3     | 3       | 58    | 44    | 0        | 0     | .569  | 3611  | 887.1 | 801      | 82       | 207   | 7    | 35    | 936      | 18    | 2     | 361   | 328      | 3.33     | 1.14    |

- 2016시즌 종료 기준.
- 각연도의 굵은 글씨는 리그 최고.